# 凱瑟琳 (喬治亞州)
凱薩琳（英語：Kathleen）是位於美國喬治亞州休斯敦縣的一個非建制地區。該地的面積和人口皆未知。

## 地理
凱薩琳的座標為32°29′45″N 83°36′37″W / 32.49583°N 83.61028°W，而該地的平均海拔高度為100米（即330英尺）。